# Григорян, Давид (военнослужащий)
Давид Григорян (арм. Դավիթ Գրիգորյան; 17 ноября 2000 — 2-3 ноября 2020) — армянский военнослужащий Армии обороны Арцаха, участник Второй Нагорно-Карабахской войны. Был награжден высшим почетным званием непризнанной Нагорно-Карабахской Республики «Герой Арцаха».

## Биография
Григорян родился и жил в селе Сардарапат Армавирской области. Он был младшим в семье и единственным сыном.
В 2007–2018 годах Григорян учился в средней школе Сардарапата. В 2008, 2010, 2011 и 2012 годах был награжден грамотами за отличную успеваемость и примерное поведение.
Григорян поступил в Армянский государственный экономический университет, где проучился полгода, а затем был призван в армию.
Григорян интересовался спортом, карате и шахматами и завоевал несколько шахматных медалей.
Участвуя в армяно-азербайджанской войне с 27 сентября до 4 октября 2020 года, в районах Физули и Караханбейли, Григорян подбил 15 танков и одну БМП.
Противотанковая батарея заняла позиции за два дня до начала войны и до 27 октября в течение месяца обороняла позиции, расположенные в районе села Караханбейли. 27 октября дислоцированные в этом районе воинские части двинулись в направлении Мартуни, согласно приказу об отступлении. Через несколько дней после передислоцирвония в Мартуни, 30 октября, Давид был направлен на позиции у сел Чартар-Херхер, вместе с Геворгом Григоряном и Акопом Саргсяном. Утром 2 ноября, около половины пятого, беспилотники ВС Азербайджана нанесли удар по окопе, где располагался расчет фагота Давида и присоединившегося к ним с боковой позиции Карена Бадояна. От взрыва погибли Давид Григорян, Геворг Григорян, Карен Бадоян; Акоп Саргсян было тяжело ранен.
Понихида состоялась 26 ноября 2020 года в церкви Святой Богородицы общины Сардарапат.

## Награды и почести
4 октября 2020 года Давиду Григоряну было присвоено звание Героя Арцаха.
По данным властей Армении, Григорян поразил 15 азербайджанских танков и одну боевую машину во время войны 2020 года в Нагорном Карабахе. Средняя школа Сардарапата, где он учился, получила в его честь золотую медаль.

## Семья
Дaвид был единственным сыном в семье; имел двух сестер.

## Использованная литература
1. 1 2 3  О том, что сын воюет и удостоен звания Героя Арцаха, мать Давида узнала по телевизору. Hetq.am. Дата обращения: 9 сентября 2022. Архивировано 13 марта 2022 года.
2. 1 2  Ոսկե մեդալներով կպարգեւատրվեն 5 հերոսների դպրոցները. հայտնի են կրթական հաստատությունների անունները (арм.). Armtimes.com. Дата обращения: 9 сентября 2022. Архивировано 19 августа 2022 года.
3. ↑  Sputnik Արմենիա. Զոհվել է «Արցախի հերոսի» կոչմանն արժանացած Դավիթ Գրիգորյանը (амх.). Sputnik Արմենիա (26 ноября 2020). Дата обращения: 22 сентября 2022. Архивировано 22 сентября 2022 года.
4. ↑  Defenders.am. Դավիթ Լյովայի Գրիգորյան - Արցախյան 44 օրյա պատերազմ (арм.). Հայրենիքի պաշտպաններ. Дата обращения: 22 сентября 2022. Архивировано 22 сентября 2022 года.
5. ↑  Скончался Герой Арцаха Давид Григорян. Armtimes.com. Дата обращения: 22 сентября 2022. Архивировано 22 сентября 2022 года.
6. 1 2  Saying Goodbye: Sardarapat Mourns the Death of Native Son and Artsakh War Hero Davit Grigoryan (англ.). Hetq.am. Дата обращения: 9 сентября 2022. Архивировано 18 апреля 2021 года.
7. ↑  Հակատանկային մարտկոցը․ Արցախի հերոս Դավիթ Գրիգորյան (арм.). Hetq.am. Дата обращения: 22 сентября 2022. Архивировано 13 апреля 2022 года.
8. ↑  Հակատանկային մարտկոցը․ Արցախի հերոս Դավիթ Գրիգորյան. ՏԵՍԱՆՅՈՒԹ. Hetq.tv (арм.). Լուրեր Հայաստանից | Shamshyan.com. Дата обращения: 22 сентября 2022. Архивировано 22 сентября 2022 года.
9. ↑  New heroes of Artsakh: President awards 5 other servicemen with Hero of Artsakh highest title (англ.). aysor.am (4 октября 2020). Дата обращения: 9 сентября 2022. Архивировано 11 октября 2020 года.
10. ↑  ՊԲ ևս 5 զինծառայողների շնորհվեց Արցախի հերոսի կոչում (арм.). azatutyun.am. Radio Free Europe/Radio Liberty (5 октября 2020). Дата обращения: 9 сентября 2022. Архивировано 9 сентября 2022 года.
11. ↑  Баласанян, Гриша. О том, что сын воюет и удостоен звания Героя Арцаха, мать Давида узнала по телевизору. Hetq (5 октября 2020). Дата обращения: 9 сентября 2022. Архивировано 13 марта 2022 года.